# Каменные окуни
Каменные окуни или серрановые (лат. Serranidae) — семейство лучепёрых рыб из отряда окунеобразных (Perciformes). В составе семейства выделяют три подсемейства с 75 родами и 538 видами. Чрезвычайно разнообразная группа. Большинство представителей обитают в морях тропического и умеренного поясов, немногие населяют пресные воды. Хотя многие каменные окуни не превышают в длину 10 см, среди них есть и очень крупные формы, в частности индоокеанский малоглазый групер может достигать 3 м в длину и веса порядка 400 кг. Последовательные или синхронные гермафродиты. Некоторые виды — объекты рыболовного промысла. 

## Описание
В целом у каменных окуней массивное тело, крупный рот, жаберные крышки покрыты шипиками. Один спинной плавник с хорошо развитой колючей частью, иногда она представляет собой отдельный плавник. В анальном плавнике, который короче мягкой части спинного плавника, 3 колючки. В брюшных плавниках, расположенных на груди, 1 колючка и 5 мягких лучей.  Мелкие острые зубы выстроены в несколько рядов, у некоторых видов в передней части верхней и нижней челюсти выступают клыки. Окраска яркая, характерная для рифовых рыб. Все каменные окуни являются хищниками, в основном охотятся из засады. Распространён каннибализм. Этих рыб промышляют крючным орудиями лова, бьют острогами.

## Классификация
Недавние молекулярные исследования ставят под сомнение валидность родов Cromileptes и Anyperodon. Оба рода являются монофилетическими, относящиеся к ним виды принадлежат к той же кладе, что и Epinephelus.
Классификация приведена по данным WoRMS, русскоязычные названия даны по «Пятиязычному словарю названий животных» и «Словарю названий морских промысловых рыб мировой фауны».
- Подсемейство Anthiinae[9]
  - Acanthistius Gill, 1862 — Меро (род)
  - Anatolanthias Anderson, Parin & Randall, 1990
  - Anthias Bloch, 1792 — Антиасы
  - Baldwinella Anderson & Heemstra, 2012
  - Caesioperca Castelnau, 1872 — Цезиоперки
  - Caprodon Temminck & Schlegel, 1843 — Капродоны
  - Choranthias Anderson & Heemstra, 2012
  - Dactylanthias Bleeker, 1871
  - Epinephelides Ogilby, 1899 — монотипический
    - Epinephelides armatus (Castelnau, 1875)

  - Giganthias Katayama, 1954 — Гигантиасы
  - Hemanthias Steindachner, 1875 — Колючие донселлы
  - Holanthias Günther, 1868 — Голантиасы
  - Hypoplectrodes Gill, 1862 — Чернополосые австралийские груперы
  - Lepidoperca Regan, 1914 — Лепидоперки
  - Luzonichthys Herre, 1936
  - Meganthias Randall & Heemstra, 2006
  - Nemanthias Smith, 1954
  - Odontanthias Bleeker, 1873 — Одонтантиасы
  - Othos Castelnau, 1875
  - Plectranthias Bleeker, 1873 — Плектрантиасы
  - Pronotogrammus Gill, 1863 — Пронотограммы
  - Pseudanthias Bleeker, 1871 — Псевдантиасы
  - Rabaulichthys Allen, 1984
  - Sacura Jordan & Richardson, 1910 — Сакуры
  - Selenanthias Tanaka, 1918 — Лунные антиасы
  - Serranocirrhitus Watanabe, 1949 — Серраноцириты
  - Tosana Smith & Pope, 1906 — Тосаны
  - Tosanoides Kamohara, 1953 — Тосаноиды
  - Trachypoma Günther, 1859 — Трахипомы

- Подсемейство Epinephelinae
  - Aethaloperca Fowler, 1904 — Эталоперки
  - Alphestes Bloch & Schneider, 1801 — Гуазеты
  - Anyperodon Günther, 1859 — Аниперодоны
  - Bathyanthias Günther, 1880
  - Belonoperca Fowler & Bean, 1930 — Беланоперки
  - Cephalopholis Bloch & Schneider, 1801 — Гаррупы
  - Chromileptes Swainson, 1839 — Горбатые каменные окуни
  - Dermatolepis Gill, 1861 — Гладкочешуйники
  - Epinephelus Bloch, 1793 — Груперы, или черны (род), или мероу
  - Gonioplectrus Gill, 1862
  - Gracila Randall, 1964 — Грацилы
  - Hyporthodus Gill, 1861
  - Jeboehlkia Robins, 1967
  - Liopropoma Gill, 1861 — Лиопропомы
  - Mycteroperca Gill, 1862 — Миктероперки
  - Niphon Cuvier, 1828
  - Paranthias Guichenot, 1868 — Кабинцы
  - Plectropomus Oken, 1817 — Сендеронги, или коралловые лососи
  - Rainfordia  McCulloch, 1923 — Рейнфордии
  - Saloptia Smith, 1964
  - Triso Randall, Johnson & Lowe, 1989
  - Variola Swainson, 1839 — Вариолы, или лирохвостые груперы
  - Aporops Schultz, 1943
  - Aulacocephalus Temminck & Schlegel, 1843
  - Belonoperca Fowler & Bean, 1930 — Белоноперки
  - Diploprion Cuvier, 1828
  - Grammistes Bloch & Schneider, 1801
  - Grammistops Schultz, 1953
  - Pogonoperca
  - Pseudogramma Bleeker, 1875
  - Rypticus Cuvier, 1829 — Хабоны
  - Suttonia Smith, 1953

- Подсемейство Serraninae
  - Bullisichthys Rivas, 1971
  - Centropristis Cuvier, 1829 — Чёрные каменные окуни
  - Chelidoperca Boulenger, 1895 — Хелидоперки
  - Cratinus Steindachner, 1878 — Гандио
  - Diplectrum Holbrook, 1855 — Боло, или песчаные окуни
  - Dules Cuvier, 1829 — Марикиты
  - Hypoplectrus Gill, 1861 — Ваки (род)
  - Paralabrax Girard, 1856 — Кабрильи
  - Parasphyraenops Bean, 1912
  - Schultzea Woods, 1958
  - Serraniculus Ginsburg, 1952
  - Serranus Cuvier, 1816 — Каменные окуни (род)
  - Zalanthias Jordan & Richardson, 1910

- Incertae sedis
  - Caesioscorpis Whitley, 1945
  - Hemilutjanus Bleeker, 1876 — Папанойи, или хемилутьяны